# Alan Hellaby
Sir Frederick Reed Alan Hellaby (Auckland, 21 de diciembre de 1926 - Auckland, 19 de mayo de 2001) fue un empresario neozelandés. Fue director general de R. & W. Hellaby, una gran empresa cárnica cofundada por su abuelo Richard Hellaby. En los honores del cumpleaños de la reina, en 1981, fue nombrado Knight Bachelor, por sus servicios a la industria de la carne y a la comunidad.
Hellaby murió de cáncer de intestino en Auckland el 19 de mayo de 2001.